# جون ويلسون فارلي
جون ويلسون فارلي هو محامي وسياسي أمريكي، ولد في 7 يوليو 1809 في ميدفيل في الولايات المتحدة، وتوفي بنفس المكان في 20 ديسمبر 1860. نشط حزبياً في حزب اليمين. وقد انتخب عضو مجلس ولاية بنسيلفانيا ‏ وانتخب عضو مجلس نواب بنسيلفانيا ‏ وانتخب عضو مجلس النواب الأمريكي ‏.